# Zastava M17
Zastava M17 —  сербский опытный мультикалиберный автомат. Представляет собой развитие предыдущих моделей автоматов Zastava. Главной особенностью автомата является съёмный ствол, что позволяет использовать патроны 6,5 × 39 мм Grendel и 7,62 x 39 мм. На его основе сконструирован автомат Zastava M19.

## История
Целью создания нового автомата стало улучшение огневой мощи пехоты и специальных подразделений за счёт выбора нового патрона, который станет более точным, будет иметь лучшее останавливающее действие на больших дистанциях и оружие под него будет иметь меньшую отдачу. Кроме того, было необходимо решить проблемы снабжения подразделений путём сокращения номенклатуры используемых патронов (на вооружении пехотных подразделений вооружённых сил Сербии состоят промежуточные патроны 5,56 х 45 мм НАТО, 7,62 х 39 мм, винтовочные 7,62 х 54 мм R и 7,92 х 57 мм). Испытания, проведённые в США в мае 2003 года, показали ряд преимуществ патрона 6,5 × 39 мм над 5,56 х 45 мм. После того, как в конце 2010-х годов на заводе «Prvi Partizan» было освоено производство различных вариантов патрона 6,5 × 39 мм, военно-промышленный комплекс Сербии получил возможность создать и испытать оружие под этот патрон.
Первые войсковые испытания автомата под патрон 6,5 × 39 мм прошли на полигоне «Никинци» в июле 2016 года. Тогда же была показана снайперская винтовка под патрон 6,5 × 39 мм. 22 марта 2017 года широкой публике был представлен проект «1500», который включал в себя модульную винтовку со сменными стволами под патроны 7,62 x 39 мм и 6,5 × 39 мм. Оружие было показано публике 9 мая, во время учений «Сталь 2017», а также 20 октября во время учений «Свобода 2017». 9 ноября 2017 года на полигоне «Никинци» состоялся показ части проекта «1500+», ставшего продолжением проекта «1500», на котором был представлен автомат под патроны 6,5 × 39 мм/7,62 x 39 мм с официальным обозначением М17 (по году завершения разработки).

## Конструкция
Во время работы над автоматом под патрон  6,5 × 39 мм были показаны несколько образцов, существенно отличавшихся друг от друга. Первый вариант фактически представлял собой автомат Zastava M05E, адаптированный под этот патрон. В дальнейшем была изменена конструкция предохранителя-переводчика, колодка мушки был объединена с газовой каморой. 2017 году были продемонстрированы варианты со сменными стволами под патроны 6,5 × 39 мм и 7,62 x 39 мм. Финальный вариант получил Т-образную рукоятку взведения затвора, разобщённую с затворной рамой, по типу AR-15 (в задней части ствольной коробки, над прикладом) и мало отличается от Zastava M19.
Принцип работы унаследован от предыдущих моделей и повторяет таковой у автомата Калашникова. Автоматика работает по принципу отвода части пороховых газов с длинным ходом поршня. Запирание канала ствола производится поворотом затвора с двумя боевыми упорами. Ствол 6,5 мм с 6 правосторонними нарезами, шаг нарезов 203,2 мм. Ствол 7,62 мм с 4 правосторонними нарезами, шаг нарезов 240±10 мм. В дульной части ствола нарезана резьба для установки дульных устройств, установлен компенсатор. Ствольная коробка — штампованная из стального листа. На крышке ствольной коробки расположена планка Пикатинни. Режимы огня — непрерывный или с отсечкой по одному выстрелу. Приклад складной на правую сторону, были варианты с регулируемым по длине прикладом.

## Точность и кучность
По 5 выстрелам патронами 6,5 × 39 мм на дистанции 100 м кучность составила 10 см, по 5 выстрелам патронами 7,62 × 39 мм — 15 см.